# Шлімкевич Василь Андрійович
Василь Андрійович Шлімкевич (1 листопада 1970 — 5 липня 2015) — старший сержант Збройних сил України.

## Життєпис
Народився в селі Хороцеве Верховинського району. Навчався в початковій школі у Хороцевому, навчання продовжив у Білоберізькій ЗОШ. По закінченні 9-ти класів навчався в деревообробному училищі Івано-Франківська, спеціальність столяр. Строкову військову службу пройшов в Узбекистані. Брав участь у кількох війнах. В цивільному житті працював на різних роботах, займався домашнім господарством.
З початку створення 4-го батальйону оперативного призначення Національної гвардії «Крук» служив у ньому, був снайпером на блокпостах поблизу міста Попасна. 14 лютого 2015-го перейшов у 80-ту десантну бригаду, старший сержант, розвідник.
5 липня 2015 року загинув під час виконання службових обов'язків на одному з блокпостів у Луганській області на кордоні з Росією.
Без Василя лишились дружина Людмила Дмитрівна та дві доньки, Іванна 1998 р.н. і Марія 2004 р.н.
Похований 9 липня 2015-го в селі Хороцеве.

## Вшанування
- на фасаді Білоберізької ЗОШ відкрито меморіальну дошку випускнику Василю Шлімкевичу.